# Светско првенство у атлетици на отвореном 2023 — штафета 4 × 400 метара за жене
Трка штафета 4 х 400 метара у женској конкуренцији на 19. Светском првенству у атлетици 2023. одржано је у Будимпешти (Мађарска) у Националном атлетском центру 26. и 27. августа 2023. године.
Титулу светских првакиња из Јуџина 2022. бранила је штафета САД.

## Земље учеснице
Учествовале су 75 атлетичарке из 17 земаља.
1. Белгија (5)
2. Боцвана (4)
3. Ирска (4)
4. Италија (5)
5. Јамајка (6)
6. Канада (4)
7. Куба (4)
8. Мађарска (4)
9. Немачка (4)
10. Нигерија (4)
11. Пољска (4)
12. САД (4)
13. Уједињено Краљевство (5)
14. Француска (5)
15. Холандија (5)
16. Швајцарска (4)
17. Шпанија (4)

## Освајачи медаља
|                                                                             |                                                                                 |                                                                                 |
| Холандија · Евелин Салберг, · Лике Клавер, · Cathelijn Peeters, · Фемке Бол | Јамајка · Кендис Меклауд, · Џанијев Расел, · Никиша Прајс, · Стејси Ен Вилијамс | Уједињено Краљевство · Лави Нилсен, · Амбер Анинг, · Ама Пипи, · Nicole Yeargin |

## Рекорди
Рекорди у штафети 4х400 метара за жене пре почетка светског првенства 19. августа 2023. године:
| Рекорди пре почетка Светског првенства 2023.  | Рекорди пре почетка Светског првенства 2023.                                                    | Рекорди пре почетка Светског првенства 2023. | Рекорди пре почетка Светског првенства 2023. | Рекорди пре почетка Светског првенства 2023. |
| --------------------------------------------- | ----------------------------------------------------------------------------------------------- | -------------------------------------------- | -------------------------------------------- | -------------------------------------------- |
| Олимпијски рекорди                            | Совјетски Савез · (Татјана Ледовскаја, Олга Назарова, Марија Кулчунова, Олга Бризгина)          | 3:15,17                                      | Сеул, Јужна Кореја                           | 1. октобар 1988.                             |
| Светски рекорд                                | Совјетски Савез · (Татјана Ледовскаја, Олга Назарова, Марија Кулчунова, Олга Бризгина)          | 3:15,17                                      | Сеул, Јужна Кореја                           | 1. октобар 1988.                             |
| Рекорд светских првенстава                    | Сједињене Државе · (Гвен Торенс, Мејсел Малон-Волас, Наташа Кајзер, Џерл Мајлс-Кларк)           | 3:16,71                                      | Штутгарт, Немачка                            | 22. август 1993.                             |
| Најбољи светски резултат сезоне               | Сједињене Државе−Тексас · (Лане-Тава Томас, Кенеди Симон, Џулијан Алфред, Рхасидат Аделеке)     | 3:23,27                                      | Остин, САД                                   | 1. април 2023.                               |
| Европски рекорд                               | Совјетски Савез · (Татјана Ледовскаја, Олга Назарова, Марија Кулчунова, Олга Бризгина)          | 3:15,17                                      | Сеул, Јужна Кореја                           | 1. октобар 1988.                             |
| Северноамерички рекорд                        | Сједињене Државе · (Денин Хауард-Хил, Дајана Диксон, Валери Бриско-Хукс, Флоренс Грифит Џојнер) | 3:15,51                                      | Сеул, Јужна Кореја                           | 1. октобар 1988.                             |
| Јужноамерички рекорд                          | Бразил · (Жеиса Апаресида Котињо, Барбара де Оливеира, Јоелма Соуса, Јаилма де Лима)            | 3:26,68                                      | Сао Пауло, Бразил                            | 7. август 2011.                              |
| Афрички рекорд                                | Нигерија · (Олабиси Афолаби, Фатима Јусуф, Черити Опара, Falilat Ogunkoya)                      | 3:21,04                                      | Атланта, САД                                 | 3. август 1996.                              |
| Азијски рекорд                                | Кина · (Сјаохунгg Ан, Сјаојуен Бај, Чуенјинг Цао, Јућин Ма)                                     | 3:24,28                                      | Пекинг, Кина                                 | 13. септембар 1993.                          |
| Океанијски рекорд                             | Аустралија · (Миријел Ауре-Демпс, Мари Жозе Та Лу, Џесика Гбај, Мабоунду Коне)                  | 3:23,81                                      | Сиднеј, Аустралија                           | 30. септембар 2000.                          |
| Рекорди остварени на Светском првенству 2023. |                                                                                                 |                                              |                                              |                                              |
| Најбољи светски резултат сезоне               | Јамајка · (Чароки Јанг, Никиша Прајс, Шиан Салмон, Стејси Ен Вилијамс)                          | 3:22,74                                      | Будимпешта, Мађарска                         | 26. август 2023.                             |
| Најбољи светски резултат сезоне               | Холандија · (Евелин Салберг, Лике Клавер, Cathelijn Peeters, Фемке Бол)                         | 3:20,72                                      | Будимпешта, Мађарска                         | 27. август 2023.                             |

## Сатница
| Датум            | Време | Коло          |
| ---------------- | ----- | ------------- |
| 26. август 2023. | 19:55 | Квалификације |
| 27. август 2023. | 21:50 | Финале        |

## Резултати

### Квалификације
Такмичење је одржано 26. августа 2023. године. У квалификацијама су учествовале 17 екипа, подељене у 2 групе. У финале су се пласирале по три првопласиране из група (КВ) и две на основу постигнутог резултата (кв).,,,,,
Почетак такмичења: Група 1 у 19:55 и Група 2 у 20:07 часова.
| Поз. | Гру. | Штафета      | Атлетичарке                                                                                   | НР      | Вр.     | Бел.    |
| ---- | ---- | ------------ | --------------------------------------------------------------------------------------------- | ------- | ------- | ------- |
| 1.   | 1    | Јамајка      | Чароки Јанг, Никиша Прајс, Шиан Салмон, Стејси Ен Вилијамс                                    | 3:18,71 | 3:22,74 | КВ, СРС |
| 2.   | 1    | Канада       | Зое Шерар, Eјана Стиверне, Кира Константин, Грејс Конрад                                      | 3:21,21 | 3:23,29 | КВ, НРС |
| 3.   | 2    | У.Краљевство | Лави Нилсен, Амбер Анинг, Nicole Yeargin, Јеми Мери Џон                                       | 3:20,04 | 3:23,33 | КВ, НРС |
| 4.   | 2    | Белгија      | Наоми Ван Ден Брук, Имке Вервает, Хане Клас, Хелена Понет                                     | 3:22,12 | 3:23.63 | КВ, НРС |
| 5.   | 1    | Холандија    | Евелин Салберг, Cathelijn Peeters, Лисане де Вите, Фемке Бол                                  | 3:20,87 | 3:23,75 | КВ, НРС |
| 6.   | 2    | Италија      | Аличе Манђоне, Ајомиде Темиладе Фолорунсо, Алесандра Бонора, Ђанкарла Тревизан                | 3:25,16 | 3:23,86 | КВ, НР  |
| 7.   | 1    | Пољска       | Алицја Врона-Кутшепа, Марика Попович-Драпала, Патрицја Вићшкјевич-Завадзка, Наталија Качмарек | 3:20,53 | 3:24,05 | кв, НРС |
| 8.   | 2    | Ирска        | Софи Бекер, Ројсин Харисон, Кели Мекгрори, Sharlene Mawdsley                                  | 3:26,06 | 3:26,18 | кв, НРС |
| 9.   | 1    | Француска    | Амандин Бросје, Louise Maraval, Sounkamba Sylla, Camille Séri                                 | 3:22,34 | 3:27,50 | кв, НРС |
| 10.  | 1    | Немачка      | Луна Тил, Алис Шмит, Мона Мејер, Каролина Крафцик                                             | 3:15,92 | 3:27,74 | НРС     |
| 11.  | 2    | Мађарска     | Евелин Надхази, Бјанка Кери, Фани Рапаи, Јанка Молнар                                         | 3:27,90 | 3:27,79 | НР      |
| 12.  | 2    | Швајцарска   | Ђулија Сен, Јулија Нидербергер, Rachel Pellaud, Катја Губелман                                | 3:25,90 | 3:29,07 | НРС     |
| 13.  | 2    | Куба         | Зуриан Ечавариа, Lisneidy Veitia, Росе Мари Алманза, Роксана Гомез                            | 3:23,21 | 3:29,70 |         |
| 14.  | 2    | Боцвана      | Лидија Јеле, Оратиле Нове, Галефеле Мороко, Обакенг Камберука                                 | 3:26,86 | 3:31,85 |         |
| 15.  | 1    | Шпанија      | Ева Сантидријан, Херминија Пара, Лаура Буено, Барбара Камблор                                 | 3:27,57 | 3:31,91 |         |
| —    | 2    | САД          | Лина Ирби−Џексон, Rosey Effiong, Кванера Хејз, Алексис Холмс                                  | 3:15,51 | Диск.   |         |
| —    | 1    | Нигерија     | Ella Onojuvwevwo, Patience Okon George, Opeyemi Deborah Oke, Имаобонг Нсе Уко                 | 3:21,04 | Диск.   |         |

### Финале
Такмичење је одржано 27. авгуса 2023. године са почетком у 21:50 часова.,,,
| Пласман | Штафета      | Атлетичарке                                                                                   | Време   | Белешке |
| ------- | ------------ | --------------------------------------------------------------------------------------------- | ------- | ------- |
|         | Холандија    | Евелин Салберг, Лике Клавер, Cathelijn Peeters, Фемке Бол                                     | 3:20,72 | СРС, НР |
|         | Јамајка      | Кендис Меклауд, Џанијев Расел, Никиша Прајс, Стејси Ен Вилијамс                               | 3:20,88 | НРС     |
|         | У.Краљевство | Лави Нилсен, Амбер Анинг, Ама Пипи, Nicole Yeargin                                            | 3:21,04 | НРС     |
| 4.      | Канада       | Зое Шерар, Eјана Стиверне, Кира Константин, Грејс Конрад                                      | 3:22,42 | НРС     |
| 5.      | Белгија      | Хелена Понет, Имке Вервает, Хане Клас, Камила Лаус                                            | 3:22,84 | НРС     |
| 6.      | Пољска       | Алицја Врона-Кутшепа, Марика Попович-Драпала, Патрицја Вићшкјевич-Завадзка, Наталија Качмарек | 3:24,93 | НРС     |
| 7.      | Италија      | Аличе Манђоне, Ана Полинари, Алесандра Бонора, Ђанкарла Тревизан                              | 3:24,98 |         |
| 8.      | Ирска        | Софи Бекер, Ројсин Харисон, Кели Мекгрори, Sharlene Mawdsley                                  | 3:27,08 |         |
| 9.      | Француска    | Амандин Бросје, Louise Maraval, Марџори Вејсијер, Camille Séri                                | 3:28,35 |         |